# エリソルビン酸ナトリウム
エリソルビン酸ナトリウム(Sodium erythorbate, C6H7NaO6)は、主に食肉、ソフトドリンクに使われる食品添加物である。化学的には、エリソルビン酸のナトリウム塩である。ホットドッグやビーフスティックのような肉の製造過程で使われるとき、硝酸塩が一酸化窒素に還元されるのを防ぎ、桃色を維持する。抗酸化剤構造はビタミンCに関係し、風味の安定性を向上させ、発癌性物質のニトロソアミンの形成を防ぐ。食品添加物として用いられるときのE番号にはE316が与えられている。
エリソルビン酸ナトリウムはテーブルビート、サトウキビ、トウモロコシなどから採れる糖類から作られる。